# Kocamanbaşı, Terme
Kocamanbaşı là một xã thuộc huyện Terme, tỉnh Samsun, Thổ Nhĩ Kỳ. Dân số thời điểm năm 2010 là 489 người.